# Scamp Sailing Team
Scamp (Scamp Sailing Team) – polski zespół żeglarski występujący w regatach morskich krótko i średniodystansowych.
Zdobywca brązowego medalu podczas Mistrzostw Europy ORC w Oxelösund w 2019 roku.

## Historia
Zespół powstał w 2015 roku z inicjatywy Macieja Gnatowskiego i Witolda Karałowa. Do 2017 zespół trenował na jachcie Scamp One typu Reichel/Pugh 44, a w sezonach 2018 i 2019 na jachcie Scamp 27 typu Soto 40. Przed sezonem 2020 zespół zakupił nowy jacht – Scamp 3 typu HH42 – oraz ogłosił plany dalszego międzynarodowego rozwoju sportowego. Jacht został zakupiony wiosną 2020 roku i latem wziął udział w pierwszych regatach, kiedy to pobił rekord trasy Gdynia-Gotlandia-Gdynia.
Na pokładzie jachtu Scamp 3, zespół pobił rekord trasy Gdynia–Gotlandia–Gdynia.
W sezonie 2021/2022 zespół planuje serię startów w europejskich i światowych regatach żeglarskich.

## Trofea
Zespół posiada większość trofeów możliwych do zdobycia na polskim wybrzeżu. Wybrane trofea:
- Brązowy medal na Mistrzostwach Europy w Oxelösund w 2019 roku[1]
- Bursztynowy Puchar Neptuna 2019[8][9]
- Lotos Nord Cup 2019[9]

## Skład zespołu
Załoga:

- Grzegorz Goździk – bosman i dziobowy
- Jakub Marciniak – kapitan i taktyk
- Mikołaj Gielniak – masztowy
- Piotr Obidziński – masztowy
- Andrzej Grabowski – pitman
- Maciej Ślusarek – trymer żagli przednich
- Kuba Jankowski – trymer żagli przednich
- Mateusz Zieniewicz – baksztagowy
- Andrzej Brochocki – baksztagowy i współwłaściciel jachtu
- Maciej Gnatowski – trymer grota i współwłaściciel jachtu
- Witold Karałow – skipper i współwłaściciel jachtu
- Bogusław Gnatowski – senior załogi